# Tavoliere delle Puglie

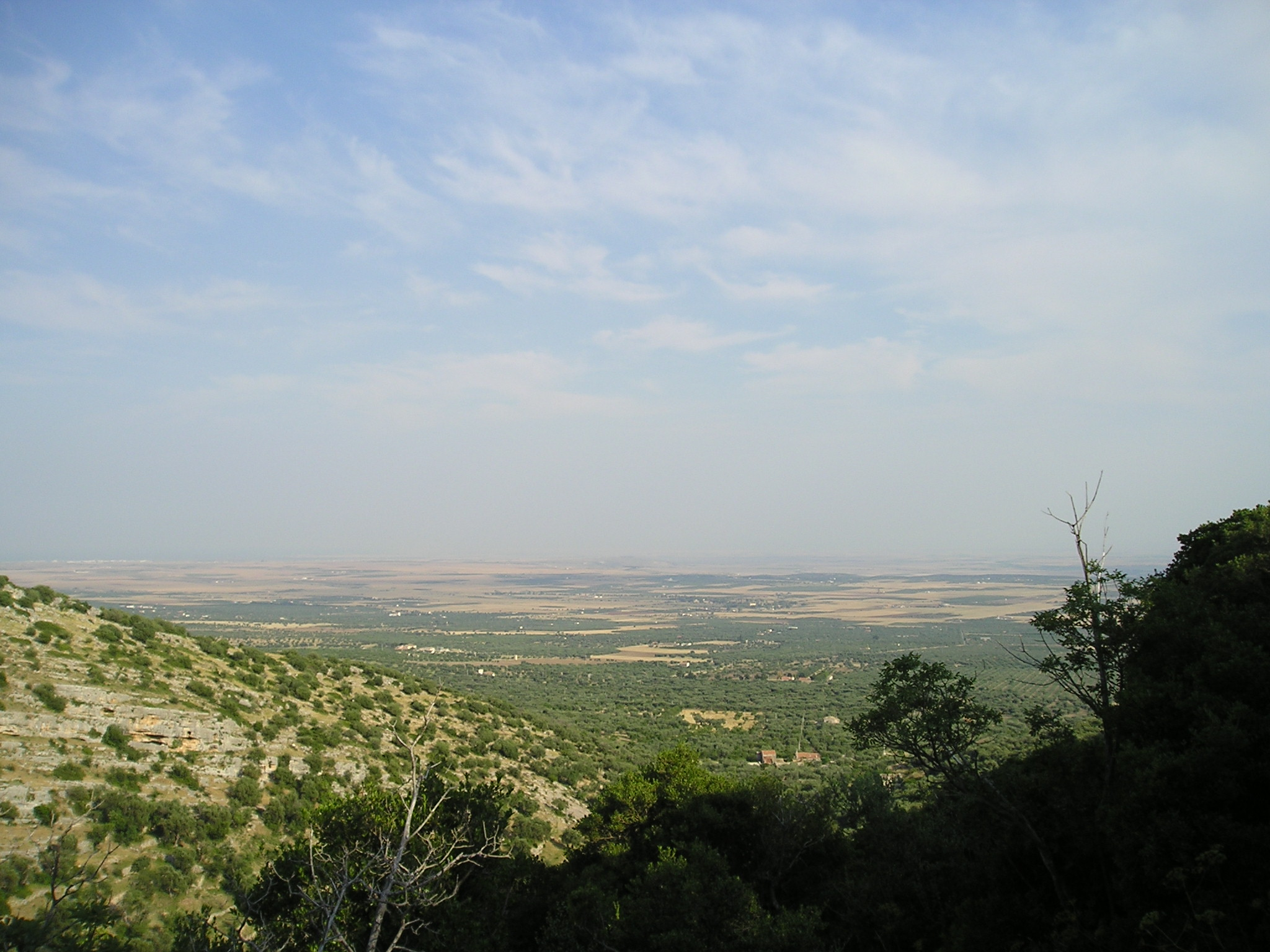
Le Tavoliere delle Puglie vu de la localité Le Coppe, San Giovanni Rotondo.

Le Tavoliere delle Puglie est le nom d'une importante plaine de l'Italie méridionale située dans le nord des Pouilles.
D'une superficie de 3 000 km2, elle est délimitée par les monts Dauni à l'ouest, le Gargano et la mer Adriatique  à l'est, le fleuve Fortore au nord et Aufide au sud.
Le nom Tavoliere dériverait du cadastre romain, organisé en Tabulae censuariae, sur lequel étaient notés les terrains destinés au pâturage ou à l'agriculture.
En hiver, la plaine est parfois inondée par le débordement des fleuves : son climat est caractérisé par de longs étés très secs et de fortes amplitudes thermiques annuelles.
Sa principale commune est Foggia.

## Historique
Le Tavoliere est occupé dès la Préhistoire. À partir du 6e millénaire, de nombreux villages s'implantent dans cette plaine qui était alors très fertile. Au cours du Néolithique et durant la Protohistoire, se succèdent des phases de peuplement intense et de quasi-désertification, très probablement en raison de variations climatiques et environnementales rendant cette région successivement très fertile puis semi-aride.
À la suite de la réglementation de la dogana delle pecore, le Tavoliere a été pendant des siècles - et cela jusqu'au début du XIXe siècle - la terre de pâturages hivernaux pour les troupeaux de moutons (et bovins) de l'Apennin  des Abruzzes  .
Aujourd'hui, à la suite d'une bonification des terres, la plaine est entièrement cultivée. 
Outre la culture céréalière (blé) et sucrière (betterave), la campagne de Foggia se distingue principalement par des oliveraies et des vignobles dont la qualité de  production est reconnue par les labels respectifs  DOP et DOC.

## Alto TavoliereetBasso Tavoliere
Le Tavoliere est divisé en deux zones géographiques distinctes : Alto Tavoliere (haut) et Basso Tavoliere (bas). La subdivision est rendue nécessaire par les différences morphologiques et pédologiques qui caractérisent les deux zones, bien que les deux aient certaines caractéristiques en commun telles que :
- forte présence de calcaire,
- profondeur,
- bonne capacité de drainage.

L'Alto Tavoliere est marqué par une série de terrasses qui créent de petites crêtes orientées au sud-ouest-nord-est. Le climat est de type continental. Le Basso Tavoliere présente, au contraire, des zones à morphologie plate et sous-plate avec des pentes modérées et des cotes qui ne dépassent pas les 400 mètres.
Plus communément, l'Alto Tavoliere désigne la partie septentrionale de la plaine et le Basso Tavoliere la partie méridionale.

## Liste des communes du Tavoliere
Communes situées dans le Haut Tavoliere:
- Casalnuovo Monterotaro
- Ascoli Satriano
- Biccari
- Bovino
- Candela
- Casalvecchio di Puglia
- Castelnuovo della Daunia
- Cerignola
- Chieuti
- Deliceto
- Lucera
- Orta Nova
- Serracapriola
- Stornarella
- Torremaggiore
- Troia
- Volturino

Communes situées dans le Bas Tavoliere:
- Ascoli Satriano (Partie centrale)
- Carapelle
- Castelluccio dei Sauri
- Cerignola
- Foggia
- Lesina
- Lucera (Est)
- Margherita di Savoia
- Ordona
- Orta Nova (Nord-Est)
- Poggio Imperiale
- San Paolo di Civitate
- San Severo
- Stornara
- Torremaggiore (Est)

Communes situées dans le Haut Tavoliere des Pouilles[Quoi ?] :
- San Severo
- Torremaggiore
- Chieuti
- Serracapriola
- Casalvecchio di Puglia
- Castelnuovo della Daunia
- Lesina
- Poggio Imperiale
- San Paolo di Civitate
- Apricena